# 格哈德·埃特尔
格哈德·埃特尔（德語：Gerhard Ertl，1936年10月10日—），德国物理学家与物理化学家，在柏林的马克斯·普朗克学会弗里茨·哈伯研究所从事研究工作，2007年因为对表面化学研究的贡献而获得诺贝尔化学奖。

## 早年生活
埃特尔1936年10月10日生于德国斯图加特，1955年至1957年间在斯图加特大学就读，他亦曾在巴黎大学（1957年－1958年）和慕尼黑大学（1958年－1959年）就读。1961年他在斯图加特大学获得硕士学位，1965年在慕尼黑工业大学获得博士学位。

## 教学工作
完成博士课程后，埃特尔在慕尼黑工业大学担任讲师（1965年－1968年），1968年至1973年间在汉诺威大学出任教授，1973年至1986年转往慕尼克大学物理化学学院任教。1970至1980年代，他亦曾在加州理工学院、威斯康星大学密尔沃基分校和柏克莱加州大学任客座教授。1986年，他成为柏林自由大学和柏林工业大学的名誉教授，同年出任马克斯·普朗克学会弗里茨·哈伯研究所物理化学系主任，直至2004年退休。1996年起，他成为柏林洪堡大学的名誉教授。 

## 研究工作
埃德尔因对分子层面机制的研究而闻名，他发展出一套固体表面化学，尤其是气固表面化学反应过程，的研究方法。他在高真空条件下，用LEED（低能电子散射）研究氢原子在金属表面吸附。他的研究直接启发了人们对于催化反应的了解。他最著名的研究或者可以包括氨合成，和一氧化碳在铂表面的氧化。但是他发展出来的方法学，广泛的影响了表面化学的进展，而实际影响，可以包括农业，半导体，以及异相催化。
他在1998年与柏克莱加州大学的加博尔·A·绍莫尔尧伊因为对表面化学的贡献而共同获得沃尔夫化学奖。2007年，他因为在该领域的研究成果获得诺贝尔化学奖，瑞典皇家科学院评价“他的研究有助了解‘铁为什么会生锈’、‘燃料电池和汽车中的催化剂如何工作’、‘南极上空的臭氧层如何被破坏’”。